# Xiaotun, Dafang
Xiaotun (kinesiska: 小屯) är en socken i sydvästra Kina. Den ligger i Dafang härad i staden Bijie i provinsen Guizhou, omkring 120 kilometer nordväst om provinshuvudstaden Guiyang.